# Luizão Corrêa
Luiz Júnior Corrêa de Jesus (Manaus, 7 de junho de 1973), mais conhecido como Luizão, é um jogador brasileiro de voleibol de praia que ganhou medalha de prata nos Jogos Pan-Americanos de Santo Domingo 2003, ao lado de Paulo Emílio Silva. 

## Carreira
A vida esportiva de Luizão deu-se na natação , e por não ter iniciado no vôlei de quadra (indoor) como a maioria de sua geração, é considerado um dos pioneiros entre os atletas a ingressar diretamente no vôlei de praia em 1993, também foi o primeiro atleta estrangeiro a vencer uma etapa do Circuito Italiano de Vôlei de Praia.Estreou no Circuito Mundial em 1997 ao lado de Alemão Guerra quando finalizaram na trigésima terceira colocação no Aberto de Fortaleza.
No Circuito Brasileiro de 1998 finalizou na quarta posição quando formava dupla com Dennys Paredes; ainda disputaram a edição do Circuito Mundial de 1998 e foram vice-campeões na etapa Challenge de Lausana, não repetindo o feito em 1999, terminando nesta etapa na nona posição.
Com Harley Marques disputou o Aberto de Vitória pelo Circuito Mundial de 2000, ocasião que finalizou na trigésima terceira posição e juntos no Circuito Mundial de 2001 finalizaram na trigésima terceira colocação no Aberto de Vitória, também neste circuito esteve ao lado de Márcio Araújo, já pelo Circuito Brasileiro de 2001 terminaram na quarta posiçãoe venceram a etapa de Cuiabá.
Em 2002 compos dupla com Fábio Luiz Magalhães na edição do Circuito Mundial, também com este parceiro sagrou-se campeão da da etapa de Florianópolis do Circuito Banco do Brasil Vôlei de Praia. e venceram ainda a etapa de Campo Grande pelo Circuito Brasileiro Banco do Brasil Challenger.
No Circuito Brasileiro de 2003 formava dupla com Roberto Lopes da Costa e terminaram na quarta posição, também competiu com Thomaz Klepper na etapa Satélite de Luasana terminando na nona posição e o décimo nono posto na etapa Challenge, depois com Paulo Emílio Silva terminou na décima sétima posição no Grand Slam de Los Angeles, e foram medalhistas de prata na edição dos Jogos Pan-Americanos de Santo Domingo, na República Dominicana, quando substituiu Paulão as vésperas da referida edição, por este ter machucado o ombro.
Novamente ao lado de Roberto Lopes  esteve em 2004  no Aberto de Salvador não pontuando e nem classificando, isto pelo Circuito Mundial, na mesma competição retomou a parceria com Harley Marques tendo como melhor resultado o décimo sétimo lugar no Aberto de Stavanger, depois competiu com Pedro Grael.No mesmo ano alcançou a terceira colocação no Circuito Brasileiro de Vôlei de Praia ao lado de Alex Sandro Accoe foi o segundo melhor jogador da temporada.
Na temporada do ano de 2005 do Circuito Mundial competiu com Alex Sandro Acco e conquistaram o vice-campeonato do Challenge de Roseto degli Abruzzi  e título em Rimini, e nesta jornada finalizaram na quarta posição geral no Circuito Brasileiro de Vôlei de Praia.No ano de 2006 formou dupla com Nalbert Bitencourt e tiveram como melhor resultado no circuito mundial a quarta posição no Aberto de Marseille; e no circuito brasileiro foram  quartos colocados em Recife, terceiros colocados em Joinville e Maceió, vice-campeões em Curitiba e João Pessoa, terminando na quarta colocação geral, também venceu o Torneio Rei da Praia na Praia de Ipanema.
Competiu no Circuito Brasileiro de Vôlei de Praia de 2007 ao lado de Hevaldo Moreira alcançou o vice-campeonato na etapa de Santos e juntos estiveram atuando na temporada de 2007 do Circuito Mundial de Vôlei de Praia, não pontuaram no Aberto de Roseto degli Abruzzi e terminaram na décima sétima colocação no Aberto de Zagreb, depois sofreu uma contusão .
No Circuito Mundial de 2008 competiu ao lado de Benjamin Insfran pontuando apenas no Aberto de Zagreb, ou seja, ocupando a trigésima terceira colocação, prosseguiu ainda neste circuito ao lado de Thomaz Klepper e obtiveram o título do Challenge de Chennai e o décimo sétimo posto no Aberto do Guarujá; e juntos terminaram na quarta posição na etapa de João Pessoa pelo circuito brasileiro finalizando na décima nona posição geral.E com Thomaz Klepper esteve pelo Circuito Estadual de Vôlei de Praia de 2009, sendo campeões nas etapas realizadas em Porto Velho (Rondônia), Rio Branco (Acre), Cuiabá (Mato Grosso), Manaus (Amazonas), Macapá (Amapá) e em Palmas(Tocantins) e foi vice-campeão ao lado de André de Freitas em Boa Vista (Roraima) e também em Belém (Pará) ao lado de Jan Ferreira.
Em 2010 competiu com Celso Brunholi , e pelo circuito brasileiro esteve também ao lado de Fernandão Magalhães quando terminaram na quarta posição em Fortaleza, depois finalizaram na quinta colocação em João Pessoa, décimo terceiro lugar em Maceió, em Salvador, encerrando na nona posição em Vila Velha e novamente em décimo terceiro lugar em Búzios.
Na temporada de 2011 jogou ao lado de Zé Írio no Circuito Brasileiro Open, depois com Márcio Gaudie competiu no circuito estadual e sagrou-se campeão em Castanhal, sendo vice-campeões na etapa de Cuiabá e terceiros colocados em Palmas.
Em 2012 terminou com o vice-campeonato ao lado de Ricardo Brandão na etapa de Macapá pelo Circuito Estadual Regional de Vôlei de Praia de 2012, Grupo II e com Averaldo "Tocantins" conquistou o título em Boa Vista.Ao lado de Ícaro do Nascimento conquistou o vice-campeonato na etapa de João Pessoa do Circuito Brasileiro Nacional 2012-13 e atuou também com Dagoberto”Juca”.
Nas etapas do Circuito Regional de Vôlei de Praia de 2013 esteve com Léo Vieira conquistou os títulos em Cuiabá, sendo que este circuito se estendeu até o ano seguinte, sendo campeões em Boa Vista e em Macapá.
Na temporada 2013-14 esteve atuando com Anderson Melo
Novamente compete ao lado de Fernandão Magalhães e conquistou o título da segunda etapa realizada em Brasília, válida pelo Circuito Brasileiro de Vôlei de Praia Nacional de 2014-15 e também competiu com Fábio Luiz Magalhãesno referio circuito.Forma dupla com Marcus Borlini.

## Títulos e resultados
- Aberto de Marseille do Circuito Mundial de Vôlei de Praia:2006
- Challenge de Chennai do Circuito Mundial de Vôlei de Praia:2008
- Challenge de Rimini do Circuito Mundial de Vôlei de Praia:2005
- Challenge de Lausana do Circuito Mundial de Vôlei de Praia:1998
- Challenge de Roseto degli Abruzzi do Circuito Mundial de Vôlei de Praia:2005
- Circuito Brasileiro de Vôlei de Praia:2004
- Circuito Brasileiro de Vôlei de Praia:1998, 2001, 2003, 2005 e 2006
- Etapa de Florianópolis do Circuito Brasileiro de Vôlei de Praia Open:2002[6]
- Etapa de Cuiabá do Circuito Brasileiro de Vôlei de Praia Open:2001[5]
- Etapa de Santos do Circuito Brasileiro de Vôlei de Praia Open:2007[15]
- Etapa de João Pessoa do Circuito Brasileiro de Vôlei de Praia Open:2006[13]
- Etapa de Curitiba do Circuito Brasileiro de Vôlei de Praia Open:2006[13]
- Etapa de Maceió do Circuito Brasileiro de Vôlei de Praia Open:2006[13]
- Etapa de Joinville do Circuito Brasileiro de Vôlei de Praia Open:2006[13]
- Etapa de Fortaleza do Circuito Brasileiro de Vôlei de Praia Open:2010[23]
- Etapa de João Pessoa do Circuito Brasileiro de Vôlei de Praia Open:2009[22]
- Etapa de Recife do Circuito Brasileiro de Vôlei de Praia Open:2006[13]
- II Etapa de Brasília do Circuito Brasileiro de Voleibol de Praia Nacional:2014-15[42]
- Etapa  de João Pessoa do Circuito Brasileiro de Voleibol de Praia Nacional:2012-13
- Etapa de Campo Grande do Circuito Brasileiro de Voleibol de Praia - Challenger:2002[7]
- Etapa de Roraima do Regional de Vôlei de Praia:2013[39]
- Etapa do Amapá do Regional de Vôlei de Praia:2013[40]
- Etapa de Mato Grosso do Regional de Vôlei de Praia:2013[37]
- Etapa de Roraima do Circuito Estadual de Vôlei de Praia:2012[34]
- Etapa do Pará do Circuito Estadual de Vôlei de Praia:2011[30]
- Etapa da Tocantins do Circuito Estadual de Vôlei de Praia:2009[20]
- Etapa do Amapá do Circuito Estadual de Vôlei de Praia:2009[20]
- Etapa do Amazonas do Circuito Estadual de Vôlei de Praia:2009[20]
- Etapa do Mato Grosso do Circuito Estadual de Vôlei de Praia:2009[20]
- Etapa do Acre do Circuito Estadual de Vôlei de Praia:2009[20]
- Etapa do Rondônia do Circuito Estadual de Vôlei de Praia:2009[20]
- Etapa do Amapá do Circuito Estadual de Vôlei de Praia:2012[33]
- Etapa do Mato Grosso do Circuito Estadual de Vôlei de Praia:2011[31]
- Etapa de Roraima do Circuito Estadual de Vôlei de Praia:2009[21]
- Etapa do Pará do Circuito Estadual de Vôlei de Praia:2009[20]
- Etapa de Tocantins do Circuito Estadual de Vôlei de Praia:2011[32]

## Premiações individuais
- Rei da Praia de 2006[14]
- 2º Melhor Jogador do Circuito Brasileiro de Vôlei de Praia de 2004[1]